# Harmonie OBK
Harmonie OBK Erp is een zelfstandige muziekvereniging in Erp in de Nederlandse provincie Noord-Brabant. Naast het harmonieorkest bestaat de vereniging uit een slagwerkgroep, een jeugdslagwerkgroep en een jeugdharmonieorkest.
De muziekvereniging werd in 1920 opgericht. Toentertijd als Kerkelijke Fanfare Oefening Baart kunst, maar in 1924 werden klarinetten toegevoegd zodat al snel sprake mocht zijn van een Harmonie OBK.
Harmonie OBK werkt met periodiek terugkerende projecten zoals het Klank- en Lichtspel en de promsserie Lost in Music.